# NGC 4151
NGC 4151 (również PGC 38739, UGC 7166, potocznie zwana Okiem Saurona) – galaktyka spiralna z poprzeczką (SBab), znajdująca się w gwiazdozbiorze Psów Gończych w odległości około 62 milionów lat świetlnych. Została odkryta 17 marca 1787 roku przez Williama Herschela. NGC 4151 należy do klasy galaktyk aktywnych (jest galaktyką Seyferta).

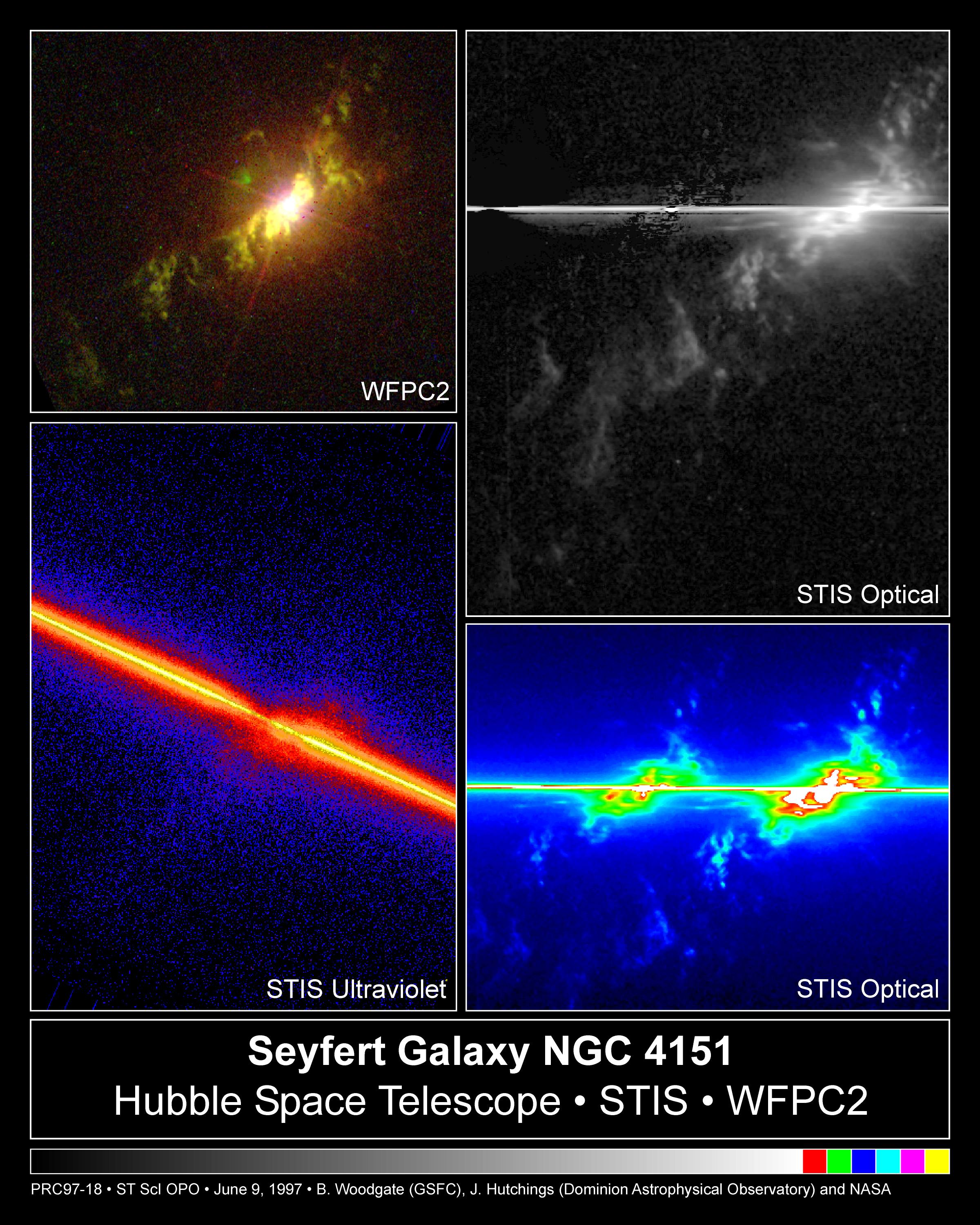
NGC 4151 w różnych zakresach fal (HST)

Zawarta w katalogu Dreyera, uwzględniona w próbce galaktyk badanych przez Edwina Hubble’a w pracy z 1926 roku, w której zaobserwował on jako pierwszy ekspansję Wszechświata i wyznaczył tempo tej ekspansji. W 1943 roku znalazła się w próbce kilku galaktyk o wyjątkowo jasnych jądrach i silnych liniach emisyjnych, zebranych i analizowanych przez Carla Seyferta. Jej emisja radiowa została zaobserwowana po raz pierwszy w roku 1964 przez Heeschena i Wadego, a jej emisja w zakresie podczerwieni została zaobserwowana po raz pierwszy przez Pacholczyka i Wiśniewskiego w roku 1967. Emisja rentgenowska tej galaktyki została po raz pierwszy zaobserwowana dzięki satelicie Uhuru w roku 1971.
Jądro galaktyki zawiera supermasywną czarną dziurę o masie około 13,3 miliona mas Słońca.